# Tefflus jamesoni
Tefflus jamesoni är en skalbaggsart som beskrevs av Bates 1890. Tefflus jamesoni ingår i släktet Tefflus och familjen jordlöpare. Inga underarter finns listade i Catalogue of Life.